# Edgar & Ellen (série de televisão)
Edgar & Ellen é um desenho animado canadense, transmitido nos EUA pelo canal de TV por assinatura Nicktoons Network (Nickelodeon), no Brasil pelo Cartoon Network e em Portugal pelo Panda Biggs.
O desenho é baseado em uma série de livros de mesmo título do escritor Charles Ogden.

## Temporadas
Tem duas temporadas, cada uma com catorze episódios normais e seis especiais.

## Sinopse
Edgar e Ellen moram em uma mansão comprida e longa,na cidade de Nod's Limbs.Eles fazem pegadinhas
com a população de Nod's Limbs.

## Personagens
- Edgar:Edgar é o irmão gêmeo de Ellen.Ele costuma fazer pegadinhas e inventos no seu laboratório.Ele possui uma mala,que adora.
- Ellen:Irmã gêmea de Edgar.Ela adora bolar pegadinhas e odeia a filha do prefeito,Stephanie Knightleigh.
- Bicho:Criatura esquisita de um só olho e oito braços ou mais,bicho de estimação dos gêmeos.
- Berenice:Planta carnívora de Ellen.
- Prefeito Knightleigh:É o ingênuo prefeito de Nod's Limbs.Os gêmeos sempre conseguem enganar ele e os cidadãos de Nod's Limbs.Tem uma filha,chamada Stephanie Knightleigh.
- Heimertz:Homem que sempre tem um sorisso esquisito,trabalha na casa dos gêmeos Edgar e Ellen.Todos acham que ele é o pai dos gêmeos.
- Stephanie Knightleigh:Menina chata e "patricinha" que odeia Ellen.

## Dubladores
- Edgar - Mariana Torres
- Ellen - Ana Lúcia Menezes
- Prefeito Knightleigh - Bruno Rocha
- Stephanie Knightleigh - Evie Saide
- Vozes Adicionais: Adriana Torres, Alexandre Moreno, Bernardo Coutinho, Clécio Souto, Duda Espinoza, Duda Ribeiro, Francisco Quintiliano, Guilene Conte, Gustavo Nader, Hélio Ribeiro, Hércules Franco, João Capelli, Jorge Lucas, Júlio Chaves, Léo Martins, Marcelo Coutinho, Marcelo Garcia, Marcia Coutinho, Pamella Rodrigues, Rafael Capelli, Ricardo Schnetzer, Ronaldo Júlio, Rodrigo Antas, Sérgio Fortuna, Thiago Magalhães e Wirley Contaifer
- Direção: Marlene Costa
- Locutor: Marcelo Coutinho
- Estúdio: Double Sound